# Carl Vine
Carl (Edward) Vine (Perth (Australië), 8 oktober 1954) is een Australisch componist, muziekpedagoog, dirigent en pianist.

## Levensloop
Vine kreeg al op vijfjarige leeftijd les voor cornet. Door een ongeval in 1964 kon hij geen cornet of trompet meer spelen en stapte over naar de piano. Vanaf 1967 kreeg hij op de Guildford Grammar School in Perth orgelles van Kathleen Wood. In 1970 won hij een eerste prijs bij de Australian Society for Music Education Composers' Competition in de afdeling voor componisten onder 18 jaar voor zijn werk Unwritten Divertimento voor elektronica.
In 1972 behaalde hij in natuurkunde zijn Bachelor of science aan de Universiteit van Western Australia te Perth. Verder studeerde hij vanaf 1974 piano bij Stephen Dornan en compositie bij John Exton aan dezelfde universiteit en behaalde aldaar zijn Bachelor of Music. Van 1973 tot 1975 was hij pianist bij het West Australian Symphony Orchestra. In 1975 vertrok hij naar Sydney. Hij was lid van het Young Composers' Training Scheme van de Australische regering. Van 1975 tot 1978 was hij begeleider en repetitie-pianist van de Sydney Dance Company, later van de Dance Company of New South Wales.
In 1979 werd hij dirigent, pianist en huiscomponist van het London Contemporary Dance Theatre. Samen met de tromboniste Simone de Haan richtte hij het ensemble "Flederman" op, een ensemble dat zich met de uitvoering van eigentijdse muziek bezighield, en waarvan hij tot 1989 dirigent was.
Van 1980 tot 1982 was hij docent voor elektronische muziek compositie aan het Queensland Conservatorium of Music aan de Griffith University in Brisbane. In 1984 werd hij muzikale directeur van de Australia/New Zealand Choreographic School in Melbourne. Vanaf 1985 was hij huiscomponist aan het New South Wales State Conservatorium (nu: Sydney Conservatorium of Music afdeling van de Universiteit van Sydney). In 1987 werd hij gastdirigent van de Sydney Philharmonia Society. In 1988 maakt hij met het ensemble "Flederman" een internationale concerttournee door Nederland, Finland en het Verenigd Koninkrijk, waar zij het openingsconcert van de BBC Proms uitvoeren. In hetzelfde jaar ging zijn Symfonie nr. 2 door het Sydney Symphony Orchestra o.l.v. Stuart Challender in première. Hetzelfde orkest voert ook zijn Symfonie nr. 3 tijdens het Adelaide Festival of the Arts in 1990 uit.
In september 2000 werd hij artistieke leider van Musica Viva Australia.

## Composities

### Werken voor orkest

#### Symfonieën
- 1986 MicroSymphony - Symfonie nr. 1, voor orkest
- 1988 Symfonie nr. 2, voor orkest
- 1990 Symfonie nr. 3, voor orkest
- 1992 Symfonie nr. 4, voor orkest (vernietigd)
- 1995 Symfonie nr. 5/Percussion Symphony, voor 4 solo-slagwerkers en orkest
- 1996 Symfonie nr. 6 Koorsymfonie, voor gemengd koor, orgel en orkest
- rev.1998 Symfonie nr. 4.2, voor orkest
- 2008 Symfonie nr. 7 - ("scenes from daily life"), voor orkest

#### Concerten voor instrumenten en orkest
- 1987 Concert, voor slagwerksolo en orkest (of cd)
- 1996 Concert, voor hobo en orkest
- 1997 Concert, voor piano en orkest
- 2003 Pipe Dreams, concert voor dwarsfluit en strijkorkest
- 2004 Concert, voor cello en orkest
- 2009 XX ("ecks-ecks"), voor vioolsolo en strijkorkest

#### Andere werken voor orkest
- 1980 Curios
  1. Remember Me
  2. Bundeena Drive
  3. 111
  4. Screen
- 1983 A Christmas Carol, voor orkest
- 1987 Prologue and Canzona, voor strijkorkest
- 1988-1990 Legend Suite, voor orkest
- 1989 Concerto Grosso, voor kamerorkest
- 1993 Celebrare Celeberrime, fanfare voor orkest
- 1995 Planet of Doom Theme, voor orkest
- 1995 Esperance, voor trompet, hoorn, pauken en strijkorkest
- 1996 Descent (Metropolis: the Workers' View), voor orkest en filmprojectie
- 1996 Atlanta Olympics, 1996 (Flag Hand-over Ceremony), voor orkest
- 1996 Advance Australia Fair, voor sopraan, gemengd koor en orkest (Australisch volkslied)
- 2001 Smith's Alchemy, voor strijkorkest
- 2002 V, fanfare voor orkest

### Werken voor harmonieorkest
- 1993 Celebrare Celeberrime

#### Balletten
| Voltooid in   | titel                                                                                    | aktes             | première                                                                                       | scenario                                                                    | choreografie      |
| ------------- | ---------------------------------------------------------------------------------------- | ----------------- | ---------------------------------------------------------------------------------------------- | --------------------------------------------------------------------------- | ----------------- |
| 1971          | 2 Short Circuits                                                                         |                   | Perth, West Australian Ballet Company                                                          |                                                                             | Eleanor Martin    |
| 1977          | Incident at Bull Creek                                                                   |                   | 1977, Australian Dance Theatre                                                                 |                                                                             | Jonathan Taylor   |
| 1977          | Tip - 961 Ways to Nirvana                                                                |                   | 1977, Sydney, Sydney Dance Company                                                             |                                                                             | Graeme Murphy     |
| 1978 rev.1981 | Poppy                                                                                    | 2 aktes, 5 scènes | 1978, Sydney, Sydney Dance Company                                                             | naar de biografie van Jean Cocteau (1889-1963)                              | Graeme Murphy     |
| 1978          | Everyman's Troth                                                                         |                   | 1978, Sydney, Sydney Dance Company                                                             |                                                                             | Don Asker         |
| 1979          | Scene Shift                                                                              |                   | mei 1979, Londen, London Contemporary Dance Theatre                                            |                                                                             | Micha Bergese     |
| 1979          | Knips Suite                                                                              |                   | 1979, Edinburgh, Basic Space                                                                   |                                                                             | Ian Spink         |
| 1979          | Kisses Remembered                                                                        |                   | 1979, Londen, London Contemporary Dance Theatre                                                |                                                                             | Cathy Lewis       |
| 1980          | Return                                                                                   |                   | 1980, Australian Dance Theatre                                                                 |                                                                             | Ian Spink         |
| 1980          | Missing Film                                                                             |                   | 1980, Australian Dance Theatre                                                                 |                                                                             | Jacqui Carroll    |
| 1981          | Donna Maria Blues (in memoriam Don Carlo Gesualdo) en zijn eerste echtgenote Donna Maria |                   | 1981, Londen, dance company "Spink Inc"                                                        |                                                                             | Ian Spink         |
| 1981          | Colonial Sketches                                                                        |                   | 1981, Brisbane, Queensland Ballet Company                                                      |                                                                             | Robert Osmotherly |
| 1982          | Daisy Bates                                                                              |                   | 1982, Sydney, Sydney Dance Company                                                             |                                                                             | Barry Moreland    |
| 1982          | Hate                                                                                     |                   | 1982, Sydney, Sydney Dance Company                                                             |                                                                             | Graeme Murphy     |
| 1983          | A Christmas Carol                                                                        |                   | 1983, Brisbane, Queensland Ballet Company                                                      | naar Charles Dickens                                                        | Jacqui Carroll    |
| 1987          | Prologue and Canzona                                                                     |                   | 1987, Australian Ballet Company                                                                |                                                                             | Jacqui Carroll    |
| 1988          | Legend                                                                                   |                   | 1988, Perth, West Australian Ballet Company                                                    |                                                                             | Jacqui Carroll    |
| 1989          | On The Edge                                                                              |                   | 1989, Australian Dance Theatre                                                                 |                                                                             | Helen Herbertson  |
| 1990          | Piano Sonata                                                                             |                   | 1990, Sydney, Sydney Dance Company                                                             |                                                                             | Graeme Murphy     |
| 1991          | The Tempest                                                                              |                   | 1991, Queensland Ballet Company                                                                |                                                                             | Jacqui Carroll    |
| 1993          | Beauty & The Beast                                                                       |                   | 1993, Sydney, Sydney Dance Company                                                             |                                                                             | Graeme Murphy     |
| 2000          | Mythologia                                                                               |                   | 19 augustus 2000, Sydney, Capitol Theatre als deel van het "Sydney 2000 Olympic Arts Festival" | Suzanne MacAlister naar de Olympic Ode van Pindarus (518 v.Chr.-438 v.Chr.) | Graeme Murphy     |
| 2005          | Die silberne Rose                                                                        |                   | 2005, München, Bayerisches Staatsballett                                                       |                                                                             | Graeme Murphy     |

#### Toneelmuziek
- 1975 The Dreamers - tekst: Andrew Simon
- 1976 The Tempest - tekst: William Shakespeare
- 1981 New Sky - pantomime van Judith Anderson
- 1982 Signal Driver, muziek voor een schouwspel van Patrick White
- 1987 Shepherd on the Rocks, muziek voor een schouwspel van Patrick White
- 1989 The Ham Funeral, muziek voor een schouwspel van Patrick White
- 1991 The Master Builder, muziek voor een schouwspel van Henrik Ibsen
- 1996 Night on Bald Mountain, muziek voor een schouwspel van Patrick White
- 1997 A Hard God, muziek voor een schouwspel van Peter Kenna

### Werken voor koren
- 1989 After Campion, voor achtstemmig gemengd koor (SSAATTBB) en 2 piano's - tekst: Thomas Campion (1567-1620)
- 2000 Mythologia, voor sopraan, tenor, gemengd koor en soundtrack
- 2007 They Shall Laugh and Sing - Psalm 65, voor gemengd koor, orgel en orkest

### Vocale muziek
- 1978 On s'angoisse, lied uit het ballet Poppy voor sopraan en piano
- 1984 Aria, voor sopraan, dwarsfluit, cello, piano, celesta en slagwerk - tekst: Patrick White
- 1993 Love Me Sweet, uit de film The Battlers voor sopraan en piano (of: dwarsfluit, hoorn, harp en strijkers)

### Kamermuziek
- 1974 Miniature II, voor altviool duet
- 1978 Everyman's Troth, voor altviool, cello en klavecimbel
- 1979 Occasional Poetry, voor trombone en piano
- 1979 Knips Suite - Strijkkwartet nr. 1
- 1979 Kisses Remembered, voor dwarsfluit en piano
- 1981 Images, voor dwarsfluit, trombone, cello, piano, klavecimbel en slagwerk
- 1982 Sinfonia, voor dwarsfluit, klarinet, altviool, cello, piano en slagwerk
- 1982 Daisy Bates, voor blaaskwintet en strijkwintet
- 1983 Miniature III, voor dwarsfluit, trombone (of cello), piano en slagwerk
- 1984 Strijkkwartet nr. 2
- 1984 Café Concertino, voor dwarsfluit, klarinet, viool, altviool, cello en piano
- 1985 Suite from Hate, voor trombone, hoorn, 2 piano's, orgel en slagwerk
- 1985 Elegy, voor dwarsfluit, cello, trombone, piano, orgel en slagwerk (in memory of Peter Harthoorn)
  1. reaction
  2. reflection
  3. rhythmic explosion
  4. elegy proper
- 1986 Love Song, voor trombone (of basklarinet; of hoorn) en cd-begeleiding
- 1988 Miniature IV, voor dwarsfluit, klarinet, cello, viool, altviool, cello en piano
- 1992 Sonata, voor dwarsfluit en piano
- 1992 Harmony in Concord, voor trombone, marimba/vibrafoon, slagwerk en cd
- 1994 Strijkkwartet nr. 3
- 1994 Inner World, voor cello en cd-begeleiding
- 1994 Gaijin, voor koto, strijkers en cd
- 2004 Strijkkwartet nr. 4
- 2007 Strijkkwartet nr. 5
- 2009 Strijkkwintet (2 violen, altviool, 2 cello's)

### Werken voor piano
- 1980 Missing Film
- 1990 Piano Sonata nr. 1
- 1994 Five Bagatelles
- 1997 Rash, voor piano en cd
- 1998 Piano Sonata nr. 2
- 1999 Red Blues
- 2006 The Anne Landa Preludes
- 2007 Piano Sonata nr. 3
- 2009 Sonata, voor piano vierhandig

### Werken voor slagwerk
- 1987 Defying Gravity, voor slagwerkkwartet

### Filmmuziek
- 1973 IS
- 1973 Facade
- 1975 Envir
- 1982 The Dunstan Documentaries, tv-documentaire
- 1993 You Can't Push The River
- 1993 Bedevil
- 1993 The Battlers, tv-miniserie
- 1995 What Comes After Why?
- 1995 URN
- 1996 White Fella's Dreaming (A Century of Australian Cinema)
- 1999 The Potato Factory, tv-miniserie
- 2000 Marriage Acts

### Elektronische muziek
- 1974 3 BBC Exercises, voor geluidsband
- 1976 Tape Piano Piece, voor geluidsband en piano
- 1980 Return, voor computer-gegenereerde geluidsband
- 1980 Kondallila Mix, voor geluidsbandimprovisatie
- 1980 Heavy Metal, voor geluidsbandimprovisatie
- 1981 Donna Maria Blues, voor geluidsband
- 1985 Intimations of Mortality, voor computer-gegenereerde geluidsband
- 1989 On The Edge, voor geluidsband
- 1996 Array, elektronisch werk voor audiovisuele presentatie

## Prijzen en onderscheidingen
- 1983 Adams award voor buitengewone betrekkingen tot en ontwikkeling van de muziek voor dans in Australië
- 1989 Sounds Australian National Music Critics' Award voor het beste instrumentaal of ensemble werk in 1988 (Miniature IV)
- 1993 Australian Guild of Screen Composers Award voor de beste filmmuziek (Bedevil)
- 1994 Australian Guild of Screen Composers Awards voor de beste song (The Battlers - "Love Me Sweet") en voor de beste titelmuziek van een televisieserie (The Battlers)
- 2005 Don Banks Music Award hoogste onderscheiding voor een kunstenaar door het Music Board of the Australia Council for the Arts
- 2005 Classical Music Award voor de beste uitvoering van een Australische compositie voor zijn Concert voor cello en orkest uitgereikt door de Australian Performing Rights Association (APRA) en de Australian Music Centre